# 東京オルタナティブスクール
東京オルタナティブスクール＆サポート（とうきょうオルタナティブスクールアンドサポート、Tokyo Alternative School & Support、頭文字:TASAS)は、東京都を中心に発達に特性のある児童や不登校児への居場所支援を行うフリースクール。特にゲームや動画など、クリエイティブな才能を強化することに力を入れている。

## 所在地
- 東京都豊島区東池袋4-38-19北緯35度43分43.6秒 東経139度43分28秒 / 北緯35.728778度 東経139.72444度座標: 北緯35度43分43.6秒 東経139度43分28秒 / 北緯35.728778度 東経139.72444度

## 事業内容
居場所支援、能力開発、発達障がい児サポート

## 取り組み
- サポートグッズの開発及び販売
- ゲームラボ
- 東京オルタナティブスクール（マンツーマン、家庭教師派遣）
- 見守りサービス、送迎サービス、感情トレーニング、SST。